# Konflikt etniczny

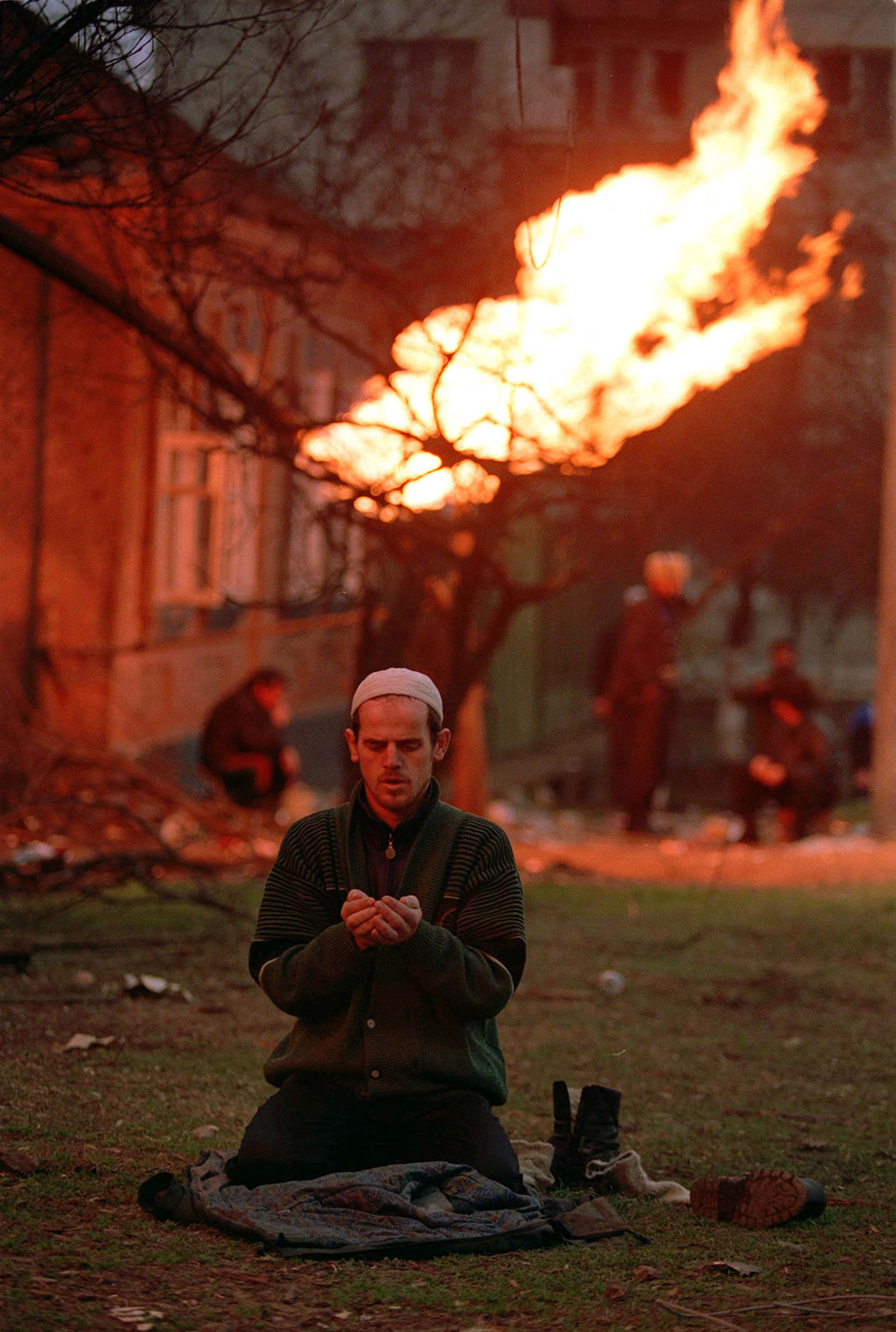
Konflikt etniczny w Czeczenii (fot. M. Jewstafiew)

Konflikt etniczny – rodzaj konfliktu społecznego, w którym bez względu na przyczyny stronami są narody, mniejszości narodowe bądź grupy etniczne, funkcjonujące w społeczeństwach wielonarodowościowych i wieloetnicznych, bądź na pograniczu etnicznym. 

## Przykłady
Przykładami konfliktów etnicznych mogą być wojny pomiędzy narodami zamieszkującymi dawną Jugosławię: 
- wojna domowa na terenie Jugosławii w 1991 roku
- wojna w Bośni w 1992 roku
- wojna w Kosowie w 1999 roku
- ludobójstwo w Rwandzie, w czasie którego członkowie plemienia Hutu prowadzili kampanię przeciw etnicznej mniejszości Tutsi, co pochłonęło ok. 800 tys. ofiar (w ciągu ok. 3 miesięcy) i zmusiło 2 mln osób do emigracji z Rwandy

## Regulacje konfliktów etnicznych
W XX wieku konflikty etniczne przeradzały się często w wojny obejmujące swym zasięgiem znaczne obszary. Dziś jednym z głównych celów struktur międzynarodowych jest zapobieganie takim konfliktom. 
John Coakley opracował typologię sposobów rozwiązywania konfliktów etnicznych:
- przystosowanie
- asymilacja narodowa
- akulturacja
- transfer populacji
- modyfikacja granic
- ludobójstwo
- etniczne samobójstwo

## Konsekwencje konfliktów etnicznych
Konflikty etniczne mogą przybierać formę czystek etnicznych, czyli zmuszania społeczności etnicznych do przesiedlania się poprzez stosowanie wobec nich represji, przemocy, akcji terrorystycznych, lub, w skrajnej formie ludobójstwa – systematycznej fizycznej eliminacji jednej grupy etnicznej przez drugą.